# Ilex farallonensis
Ilex farallonensis är en järneksväxtart som beskrevs av José Cuatrecasas. Ilex farallonensis ingår i släktet järnekar, och familjen järneksväxter. Inga underarter finns listade i Catalogue of Life.